# Firjan SESI
A Firjan SESI compreende a atuação de Serviço Social da Indústria (SESI) no Estado do Rio de Janeiro. A instituição busca promover a gestão de risco, vida segura e saudável e eficiência operacional das empresas. Trabalha também com educação, esporte e lazer para melhorar a qualidade de vida dos trabalhadores. 

## Atuação
Saúde: Gestão Integrada em Saúde e Segurança no Trabalho, medicina para empresas, check-up, odontologia e estilo de vida.
Saúde e Segurança do Trabalho (SST): Gestão de riscos, vida segura e saudável e eficiência operacional na Saúde e Segurança do Trabalho.
Educação: Escola Firjan SESI para alunos da educação infantil, ensino fundamental, ensino médio com curso técnico e também Pré-Enem. São 15 unidades localizadas em todo o Estado do Rio de Janeiro.
Cultura: Fomenta a indústria criativa, atuando em Teatros Firjan SESI (localizados no Rio de Janeiro - Centro e Jacarepaguá - e nos municípios de Duque de Caxias, Campos, Macaé Itaperuna) e Editais culturais.
Esporte e lazer: Promove atividades físicas e esportivas em colônia de férias, estrutura de lazer em 17 unidades no estado do Rio e programas corporativos.

##### SESI CIDADANIA
O programa SESI Cidadania leva projetos nos segmentos de educação, cultura, saúde, esporte e lazer a 51 territórios em situação de vulnerabilidade social nos municípios do Rio de Janeiro, Duque de Caxias e Niterói.  

## História
Até o início dos anos 1940, o Brasil era uma economia agrícola, rural e dependente de produtos industrializados importados. Aos poucos o setor industrial foi se instrumentalizando, mas ainda era difícil suprir todas as carências do trabalhador, ainda mais em plena Segunda Guerra Mundial. Foi então que, em 1946 (pós-guerra), o setor privado exerceu a função social e criou o SESI. Na mesma data, o Departamento Nacional do SESI constituiu a Divisão Regional, que englobava o Distrito Federal e os estados do Rio de Janeiro e Espírito Santo. Era “o início da industrialização brasileira e de um novo ciclo de desenvolvimento, que buscava garantir ao país um lugar no novo ambiente internacional.”

### Início da industrialização no Brasil[6]
Entre os anos 50 e 70 a economia mudou, com a meta de se construir uma sociedade industrializada e competitiva. Em 1953, a Divisão Regional do SESI Rio de Janeiro é desmembrada em dois Departamentos Regionais: Distrito Federal (Guanabara) e Estado do Rio de Janeiro. Em 1960, quando a capital do país é transferida para Brasília e o estado da Guanabara é criado, abrangendo o antigo Distrito Federal, o nome passa a ser Departamento Regional do Estado da Guanabara. Em 1974, o então presidente Ernesto Geisel decide fundir os estados da Guanabara e do Rio de Janeiro (preservando o nome deste último), voltando a cidade do Rio ao status de capital fluminense. É nessa época de transição, de 1974 a 1979, que é criado o Departamento Regional do Estado do Rio de Janeiro, atual Firjan SESI.

### Anos de expansão
Os anos 80 foram anos de expansão para a Firjan SESI. De 1980 a 1994, a instituição “ampliou em 328% o número de seus atendimentos nas áreas de Alimentação, Lazer, Saúde, Educação, Assistência e Ações Comunitárias, isto é, de 4,2 milhões para 18 milhões de atendimentos”.[i]
Nos anos 1990 a política de expansão pelo interior foi reforçada com a instalação de mais nove unidades: Resende (1990); Barra Mansa / Duque de Caxias / Itaperuna / Nova Friburgo - Ginásio (1993); Macaé / Três Rios / Cinelândia, Rio de Janeiro (1995); e Volta Redonda (1999).
Já nos anos 2000 o foco mudou para:
- Atuação na área de Responsabilidade Social Empresarial, com foco na capacitação da empresa para ouvir e atender as demandas de partes interessadas (como funcionários, consumidores, comunidade, governo e meio ambiente);
- Criação de uma rede de alianças entre entidades similares, em especial as do Sistema S, a exemplo da parceria SESI/SENAI[7];
- Aumento do número de instalações móveis para levar serviços de saúde ocupacional às empresas e à comunidade;
- Criação de cursos a distância para a qualificação pessoal;
- Valorização do esporte (como lazer e integração social) por meio de campeonatos de futebol, vôlei de praia e futsal para os trabalhadores, com destaque para os Jogos SESI do Trabalhador, evento realizado há 70 anos.

## Linha do tempo
| Criado pela CNI surge o SESI                                   | 1946 |
| Inauguração SESI Vicente de Carvalho                           | 1954 |
| Inauguração SESI Laranjeiras                                   | 1958 |
| Inauguração SESI Honório Gurgel*                               | 1980 |
| Inauguração SESI Jacarepaguá                                   | 1980 |
| Inauguração SESI Niterói                                       | 1980 |
| Inauguração SESI Campos                                        | 1981 |
| Inauguração SESI São Gonçalo                                   | 1983 |
| Inauguração SESI Nova Iguaçu                                   | 1986 |
| Inauguração SESI Petrópolis                                    | 1987 |
| Inauguração SESI Resende                                       | 1990 |
| Inauguração SESI Barra Mansa                                   | 1993 |
| Inauguração SESI Duque de Caxias                               | 1993 |
| Inauguração SESI de Itaperuna                                  | 1993 |
| Inauguração SESI Nova Friburgo – Ginásio                       | 1993 |
| Inauguração Nova Sede do SESI, juntamente com a sede da Firjan | 1994 |
| Inauguração Teatro SESI - Centro                               | 1994 |
| Inauguração SESI de Macaé                                      | 1995 |
| Inauguração SESI Três Rios                                     | 1995 |
| Inauguração SESI Cinelândia                                    | 1995 |
| Inauguração SESI Volta Redonda                                 | 1999 |
| Inauguração SESI Pádua                                         | 2007 |
| Programa SESI Matemática                                       | 2012 |

*Unidade Firjan SESI Honório Gurgel encerrou suas atividades em 10 de julho de 2017